# René Pomier-Layrargues
René Pomier-Layrargues (ur. 1 listopada 1916, zm. 5 czerwca 1940) – francuski lotnik, as myśliwski okresu II wojny światowej.

## Życiorys
Urodził się w Montpellier, 1 listopada 1916. W 1937 wstąpił do Francuskich Sił Powietrznych (Armée de l'Air), w 1939  został skierowany do Centrum Wyszkolenia Lotnictwa (Centre d'Instruction de la Chasse) w Chartres. 12 marca 1940 otrzymał przydział do Groupe de Chasse II/7 (GC.II/7).
W maju 1940 jego dywizjon został wyposażony w nowoczesne myśliwce Dewoitine D.520. Pomier-Layrargues osiągnął swoje pierwsze zwycięstwo 11 maja 1940 zestrzeliwując niemieckiego bombowca He 111. 5 czerwca strącił dwa messerschmitty Bf 109 w tym jednego pilotowanego przez asa Luftwaffe Wernera Möldersa, który po skoku ze spadochronem został pojmany przez Francuzów. Niestety, niedługo potem, Pomier-Layrargues sam padł ofiarą niemieckich myśliwców.
René Pomier-Layrargues w czasie kampanii francuskiej zestrzelił 6 wrogich samolotów.

## Zestrzelenia

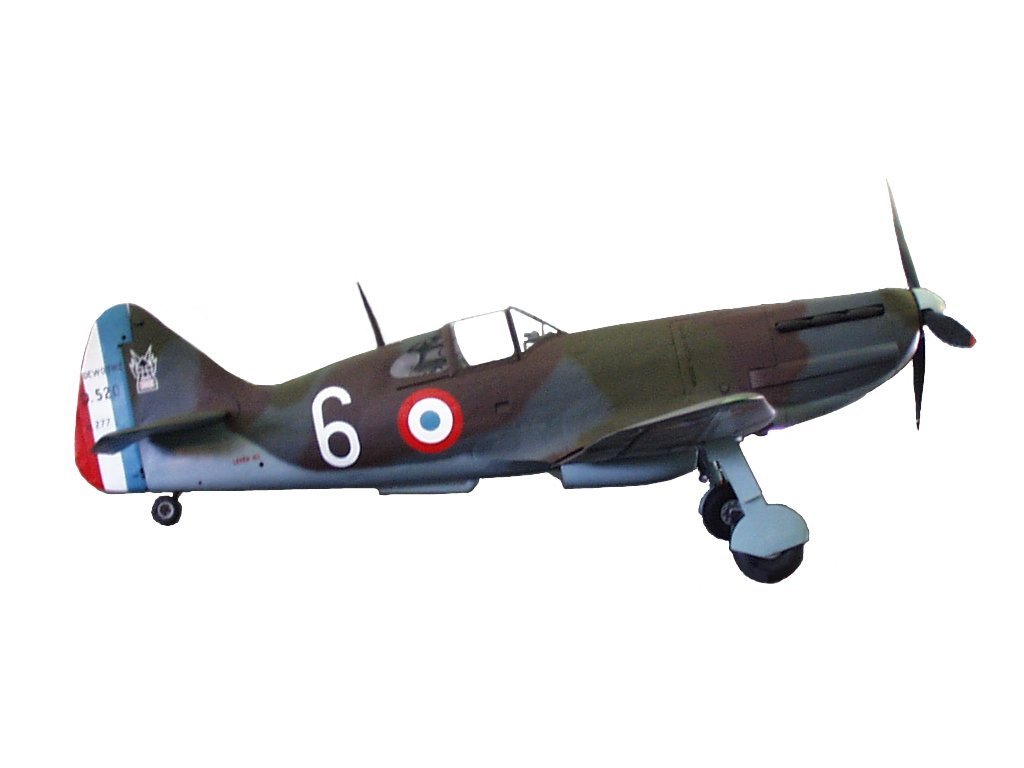
Dewoitine D.520

| Data           | Zestrzeleń | Typ                  |
| -------------- | ---------- | -------------------- |
| 11 maja 1940   | 1          | He 111               |
| 19 maja 1940   | 1          | Do 17                |
| 24 maja 1940   | 1          | He 111               |
| 25 maja 1940   | 1          | He 111               |
| 5 czerwca 1940 | 2          | Messerschmitt Bf 109 |
| Suma           | 6          |                      |